# Friuli Isonzo Pinot Grigio
Le Friuli Isonzo Pinot Grigio est un vin blanc italien de la région de la Vénétie doté d'une appellation DOC depuis le 25 mars 1988. Seuls ont droit à la DOC les vins blancs récoltés à l'intérieur de l'aire de production définie par le décret. 

## Aire de production
Les vignobles autorisés se situent en province de Gorizia dans les communes de Romans d'Isonzo, Gradisca d'Isonzo, Villesse, San Pier d'Isonzo, Turriaco, Medea, Moraro, Mariano del Friuli et en partie les communes Cormons, Capriva del Friuli, San Lorenzo Isontino, Monfalcone, Mossa, Gorizia, Fogliano Redipuglia, Farra d'Isonzo, Savogna d'Isonzo, Sagrado, Ronchi dei Legionari, San Canzian d'Isonzo et Staranzano.

## Caractéristiques organoleptiques
- couleur jaune paille avec de reflets rosé
- odeur: caractéristique, agréable
- saveur: sec, harmonique, agréable, caractéristique

Le Friuli Isonzo Pinot Grigio se déguste à une température de 8 à 10 °C et il se boit jeune. Les vins sont généralement de très bonne qualité.

## Production
Province, saison, volume en hectolitres :
- Gorizia  (1990/91)  6970,08
- Gorizia  (1991/92)  7131,55
- Gorizia  (1992/93)  8876,76
- Gorizia  (1993/94)  8380,36
- Gorizia  (1994/95)  8375,77
- Gorizia  (1995/96)  8491,9
- Gorizia  (1996/97)  9512,57